# Valencia (Negros Oriental)
Valencia (tagalski Bayan ng Valencia) – miasto na Filipinach, w południowo-wschodniej części wyspy Negros, w prowincji Negros Oriental w regionie Środkowe Visayas. Według spisu ludności z maja 2020 roku, zamieszkiwało je 38 733 mieszkańców.